# Dale Hawerchuk
Cet article concerne le joueur de hockey sur glace. Pour le groupe de musique, voir Les Dales Hawerchuk.
Temple de la renommée : 2001
Dale Martin Hawerchuk (né le 4 avril 1963 à Toronto, en Ontario, au Canada et mort le 18 août 2020 à Barrie, en Ontario) est un joueur professionnel canadien de hockey sur glace. 

## Carrière en club
Dale Hawerchuk est  choisi au repêchage d'entrée dans la LNH 1981 en tant que premier choix du repêchage par les Jets. En 1982, Hawerchuk remporte le trophée Calder et contribue aux victoires de l'Équipe Canada à la Coupe Canada en 1987 et 1991.
Il cumule 1 409 points et 518 buts en 16 saisons dans la LNH, ce qui le place au 19e rang sur la liste des points cumulés en carrière.
Dale Hawerchuk a été admis au Temple de la renommée du hockey en 2001.
Après sa retraite sportive, Hawerchuk et sa famille résident près de Hockley Valley et réalisent l'élevage de chevaux de sport.
Le 4 juin 2010, il accepte le poste d'entraîneur-chef des Colts de Barrie de la Ligue de hockey de l'Ontario.

## Mort
Dale Hawerchuk meurt le 18 août 2020 d'un cancer de l'estomac. Il était âgé de 57 ans.

## Statistiques
| Saison     | Équipe                 | Ligue      |       | Saison régulière | Saison régulière | Saison régulière | Saison régulière | Saison régulière |    | Séries éliminatoires | Séries éliminatoires | Séries éliminatoires | Séries éliminatoires | Séries éliminatoires |
| Saison     | Équipe                 | Ligue      | PJ    | B                | A                | Pts              | Pun              | PJ               | B  | A                    | Pts                  | Pun                  |                      |                      |
| 1978-1979  | Legionnaires d'Oshawa  | OHA-B      | 36    | 32               | 52               | 84               | -                | -                | -  | -                    | -                    |                      |                      |                      |
| 1979-1980  | Royals de Cornwall     | LHJMQ      | 72    | 37               | 66               | 103              | 21               | 18               | 20 | 25                   | 45                   | 0                    |                      |                      |
| 1980-1981  | Royals de Cornwall     | LHJMQ      | 72    | 81               | 102              | 183              | 69               | 19               | 15 | 20                   | 35                   | 8                    |                      |                      |
| 1981-1982  | Jets de Winnipeg       | LNH        | 80    | 45               | 58               | 103              | 47               | 4                | 1  | 7                    | 8                    | 5                    |                      |                      |
| 1982-1983  | Jets de Winnipeg       | LNH        | 79    | 40               | 51               | 91               | 31               | 3                | 1  | 4                    | 5                    | 8                    |                      |                      |
| 1983-1984  | Jets de Winnipeg       | LNH        | 80    | 37               | 65               | 102              | 73               | 3                | 1  | 1                    | 2                    | 0                    |                      |                      |
| 1984-1985  | Jets de Winnipeg       | LNH        | 80    | 53               | 77               | 130              | 74               | 3                | 2  | 1                    | 3                    | 4                    |                      |                      |
| 1985-1986  | Jets de Winnipeg       | LNH        | 80    | 46               | 59               | 105              | 44               | 3                | 0  | 3                    | 3                    | 0                    |                      |                      |
| 1986-1987  | Jets de Winnipeg       | LNH        | 80    | 47               | 53               | 100              | 54               | 10               | 5  | 8                    | 13                   | 4                    |                      |                      |
| 1987-1988  | Jets de Winnipeg       | LNH        | 80    | 44               | 77               | 121              | 59               | 5                | 3  | 4                    | 7                    | 16                   |                      |                      |
| 1988-1989  | Jets de Winnipeg       | LNH        | 75    | 41               | 55               | 96               | 28               | -                | -  | -                    | -                    | -                    |                      |                      |
| 1989-1990  | Jets de Winnipeg       | LNH        | 79    | 26               | 55               | 81               | 70               | 7                | 3  | 5                    | 8                    | 2                    |                      |                      |
| 1990-1991  | Sabres de Buffalo      | LNH        | 80    | 31               | 58               | 89               | 32               | 6                | 2  | 4                    | 6                    | 10                   |                      |                      |
| 1991-1992  | Sabres de Buffalo      | LNH        | 77    | 23               | 75               | 98               | 27               | 7                | 2  | 5                    | 7                    | 0                    |                      |                      |
| 1992-1993  | Sabres de Buffalo      | LNH        | 81    | 16               | 80               | 96               | 52               | 8                | 5  | 9                    | 14                   | 2                    |                      |                      |
| 1993-1994  | Sabres de Buffalo      | LNH        | 81    | 35               | 51               | 86               | 91               | 7                | 0  | 7                    | 7                    | 4                    |                      |                      |
| 1994-1995  | Sabres de Buffalo      | LNH        | 23    | 5                | 11               | 16               | 2                | 2                | 0  | 0                    | 0                    | 0                    |                      |                      |
| 1995-1996  | Blues de Saint-Louis   | LNH        | 66    | 13               | 28               | 41               | 22               | -                | -  | -                    | -                    | -                    |                      |                      |
| 1995-1996  | Flyers de Philadelphie | LNH        | 16    | 4                | 16               | 20               | 4                | 12               | 3  | 6                    | 9                    | 12                   |                      |                      |
| 1996-1997  | Flyers de Philadelphie | LNH        | 51    | 12               | 22               | 34               | 32               | 17               | 2  | 5                    | 7                    | 0                    |                      |                      |
| Totaux LNH | Totaux LNH             | Totaux LNH | 1 188 | 518              | 891              | 1 409            | 742              | 97               | 30 | 69                   | 99                   | 67                   |                      |                      |

| Année | Équipe             | Compétition                 |    | PJ | B | A  | Pts | Pun                |  | Résultat |
| 1980  | Royals de Cornwall | Coupe Memorial              | 5  | 1  | 5 | 6  | 0   | Champion           |  |          |
| 1981  | Canada             | Championnat du monde junior | 5  | 5  | 4 | 9  | 2   | 7e position        |  |          |
| 1981  | Royals de Cornwall | Coupe Memorial              | 5  | 8  | 4 | 12 | 4   | Champion           |  |          |
| 1982  | Canada             | Championnat du monde        | 10 | 3  | 1 | 4  | 0   | Médaille de bronze |  |          |
| 1986  | Canada             | Championnat du monde        | 8  | 2  | 4 | 6  | 4   | Médaille de bronze |  |          |
| 1987  | Canada             | Coupe Canada                | 9  | 4  | 2 | 6  | 0   | Médaille d'or      |  |          |
| 1989  | Canada             | Championnat du monde        | 10 | 4  | 8 | 12 | 6   | Médaille d'argent  |  |          |
| 1991  | Canada             | Coupe Canada                | 8  | 2  | 3 | 5  | 0   | Médaille d'or      |  |          |

## Trophées et honneurs personnels
- Ligue de hockey junior majeur du Québec
  - 1980 et 1981 : remporte la Coupe du président avec les Royals de Cornwall.
  - 1980 : remporte le trophée Guy-Lafleur remis au joueur le plus utile de séries éliminatoires.
  - 1981 : remporte le trophée Jean-Béliveau remis au meilleur buteur de la saison.
  - 1981 : nommé dans la 1re équipe d'étoiles.
- Coupe Memorial
  - 1980 et 1981 : remporte la coupe Memorial avec les Royals de Cornwall.
  - 1980 et 1981 : nommé dans l'équipe d'étoiles.
  - 1980 : remporte le trophée George-Parsons remis au joueur de la finale de la coupe Memorial avec le meilleur état d'esprit.
  - 1981 : remporte le trophée Stafford-Smythe remis au meilleur joueur du tournoi.
- Ligue canadienne de hockey
  - 1981 : joueur de l'année du hockey junior canadien.
- Ligue nationale de hockey
  - 1982 : remporte le trophée Calder remis à la meilleure recrue de la saison.
  - 1982, 1985, 1986 & 1988 : participation au Match des étoiles.
  - 1985 : nommé dans la 2e équipe d'étoiles.
  - 1987 : participation au Rendez-Vous '87.

## Transactions en carrière
- 16 juin 1990 : échangé aux Sabres de Buffalo par les Jets de Winnipeg avec un choix de 1re ronde (Brad May) lors du repêchage d'entrée dans la LNH en 1990 en retour de Scott Arniel, Phil Housley, Jeff Parker et d'un choix de 1re ronde (Keith Tkachuk) lors du repêchage d'entrée dans la LNH en 1990.
- 8 septembre 1995 : signe un contrat comme agent libre avec les Blues de Saint-Louis.
- 15 mars 1996 : échangé aux Flyers de Philadelphie par les Blues de Saint-Louis en retour de Craig MacTavish.

## Fait insolite
Un groupe de musique rock québécois se nomme Les Dales Hawerchuk. Ils ont lancé en 2005 un album intitulé Les Dales Hawerchuk ainsi qu'un second en 2008, Les Dales Hawerchuk 2, et un troisième opus en 2011, Le Tour du Chapeau.